# Cousine (police de caractères)
Pour les articles homonymes, voir Cousine (homonymie).
Cousine est une police de caractères distribuée en mai 2013 sous la licence Apache 2.0 par Google. Elle a été créée par Steve Matteson. Elle est conçue pour remplacer Courier New lorsque celle-ci n’est pas disponible.